# Nikolai Nikolajewitsch Parijski
Nikolai Nikolajewitsch Parijski (russisch Николай Николаевич Парийский; * 17. Septemberjul. / 30. September 1900greg. in St. Petersburg; † 29. März 1996 in Moskau) war ein sowjetischer Astronom, Geophysiker und Hochschullehrer.

## Leben
Parijski studierte an der physikalisch-mathematischen Fakultät der Universität Moskau (MGU) mit Abschluss 1924 und lehrte dann dort. 1965 folgte die Ernennung zum Professor.
Ab 1935 arbeitete Parijski im Moskauer Institut der Physik der Erde der Akademie der Wissenschaften der UdSSR (AN-SSSR, seit 1991 Russische Akademie der Wissenschaften (RAN)). 1956 wurde er dort Abteilungsleiter. 1960 wurde er zum Doktor der physikalisch-mathematischen Wissenschaften promoviert. 1968 wurde er zum Korrespondierenden Mitglied der AN-SSSR gewählt.
Parijskis Forschungsschwerpunkt war die Kosmogonie. Er führte grundlegende Arbeiten zur Erdrotation durch. Er zeigte, dass die beobachteten Unregelmäßigkeiten der Erdrotation weder durch die Polbewegung, noch durch die jahreszeitlichen Bewegungen der Luftmassen oder die Veränderungen der Temperaturen der Ozeane erklärt werden können. Für die jährliche Variation der Rotationsgeschwindigkeit machte er die Planetarische Zirkulation verantwortlich und schätzte die jahrhundertelange Verlangsamung der Rotationsgeschwindigkeit ab. Er untersuchte die Deformation der Erde durch die Gezeiten und gehörte zu den Begründern der gravimetrischen Forschung in der UdSSR. Weitere Arbeiten befassten sich mit der Natur der Sonnenkorona. Zusammen mit Wassili Grigorjewitsch Fessenkow berechnete Parijski die Umlaufbahnen von Körpern, die unter dem Einfluss eines anderen Sterns aus der Sonne herausgerissen wurden. Die Ergebnisse passten nicht zum Sonnensystem, wodurch die Theorie von James Jeans zur Entstehung des Sonnensystems widerlegt war.
Parijskis Sohn ist der Astronom Juri Nikolajewitsch Parijski.

## Ehrungen
- Leninorden (1953)[1]
- Orden des Roten Banners der Arbeit (1970, 1975, 1981)[1]